# دامداری رضانیا
روستای دامداری، روستایی است در دهستان باغستان از توابع بخش اسلامیه شهرستان فردوس قرار دارد.